# Circeaster
Genre
Circeaster est un genre d'étoiles de mer abyssales qui appartient à la famille des Goniasteridae.

## Description et caractéristiques

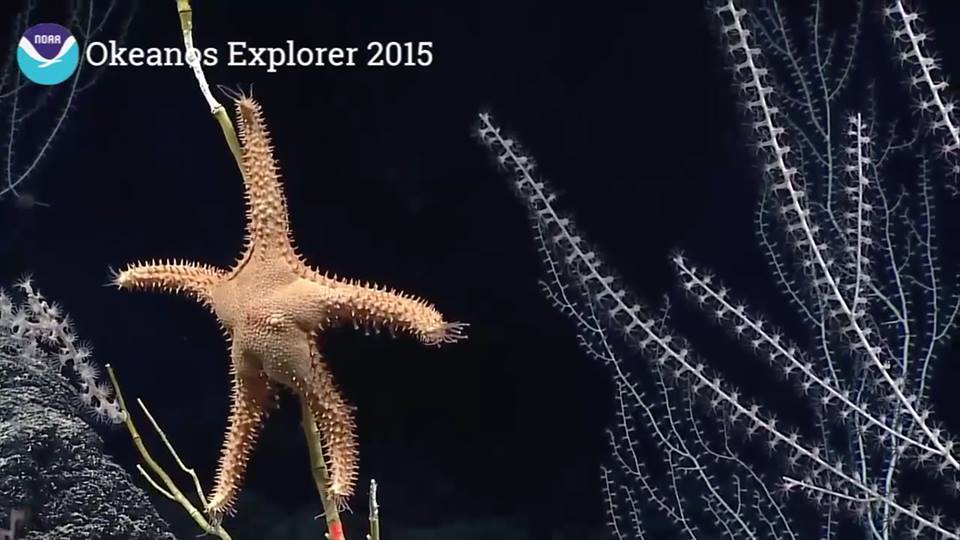
Circeaster arandae dans les abysses au large de Porto Rico.

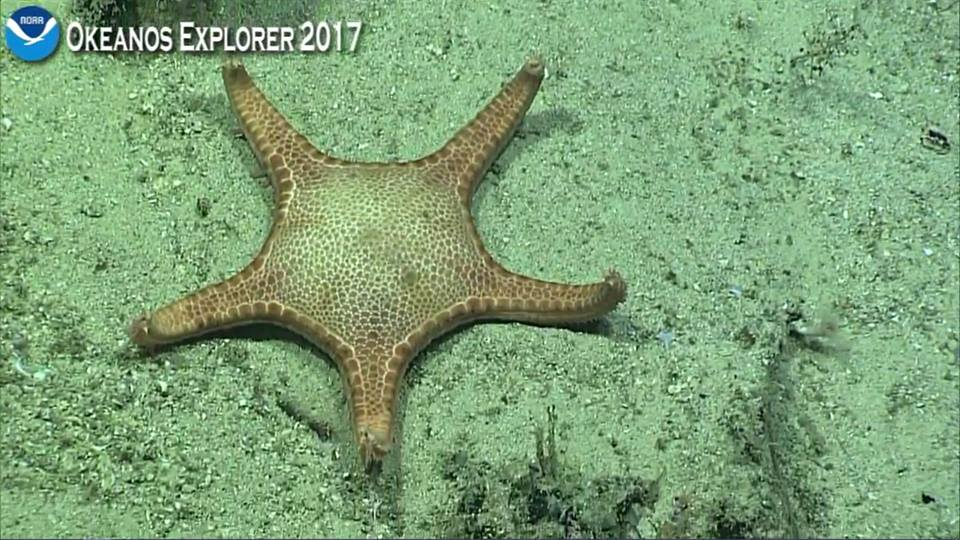
Circeaster sandrae dans les abysses au large des Samoa.

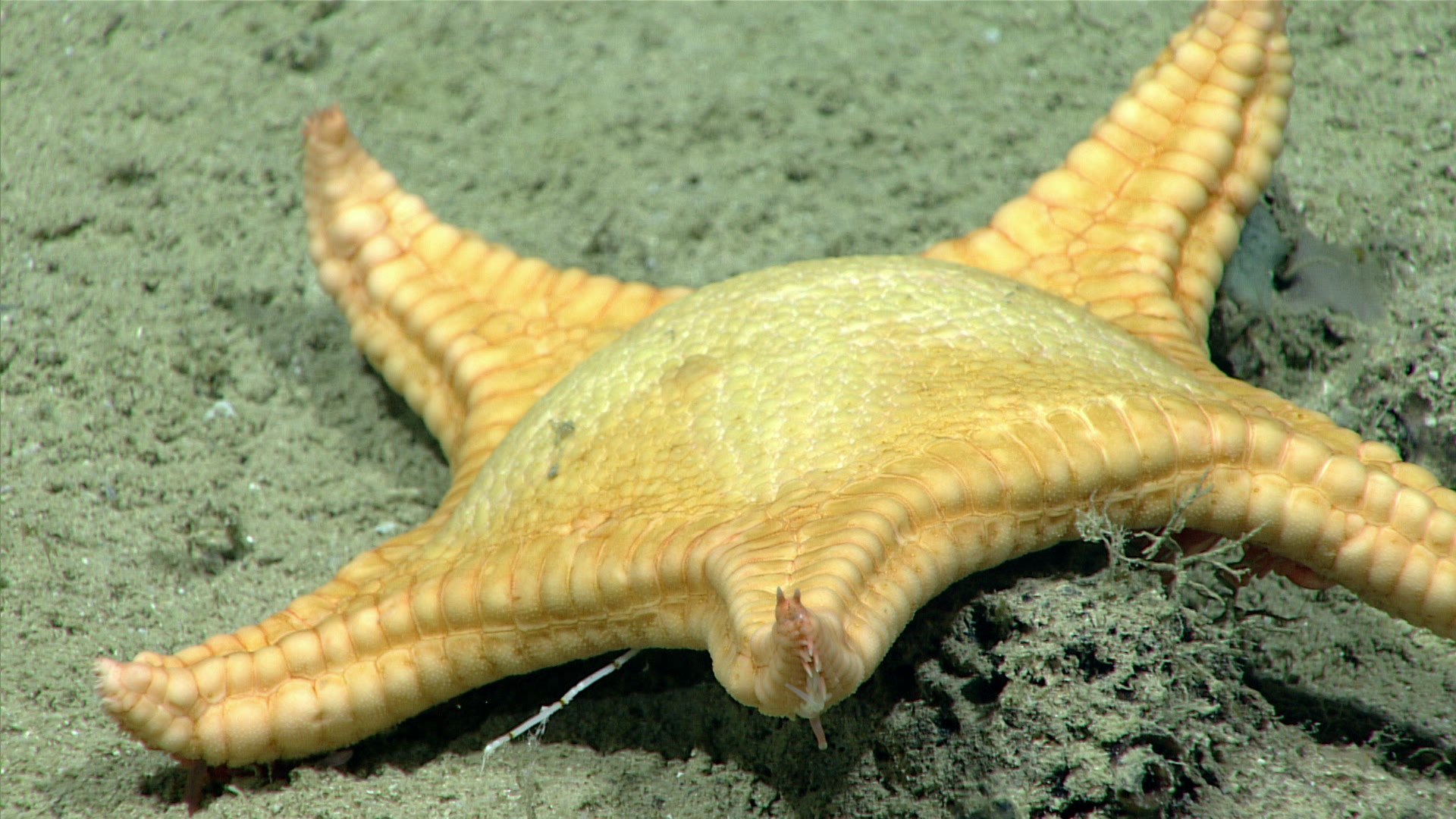
Circeaster americanus dans les abysses du Golfe du Mexique.

Ce sont des étoiles de taille moyenne, avec un large disque central pentagonal et des bras assez fins. Elles sont aplaties, et entourées par des plaques marginales épaisses et très visibles.

## Habitat et répartition
C'est un genre d'étoiles abyssales, vivant entre 320 et 3 000 m de profondeur.

## Biologie et phylogénie
Ce genre est génétiquement proche du genre Lydiaster.

## Liste d'espèces
Selon World Register of Marine Species (5 novembre 2014) :
- Circeaster americanus (A.H. Clark, 1916)
- Circeaster arandae Mah, 2006
- Circeaster helenae Mah, 2006
- Circeaster kristinae Mah, 2006
- Circeaster loisetteae Mah, 2006
- Circeaster magdalenae Koehler, 1909
- Circeaster marcelli Koehler, 1909
- Circeaster pullus Mah, 2006
- Circeaster sandrae Mah, 2006

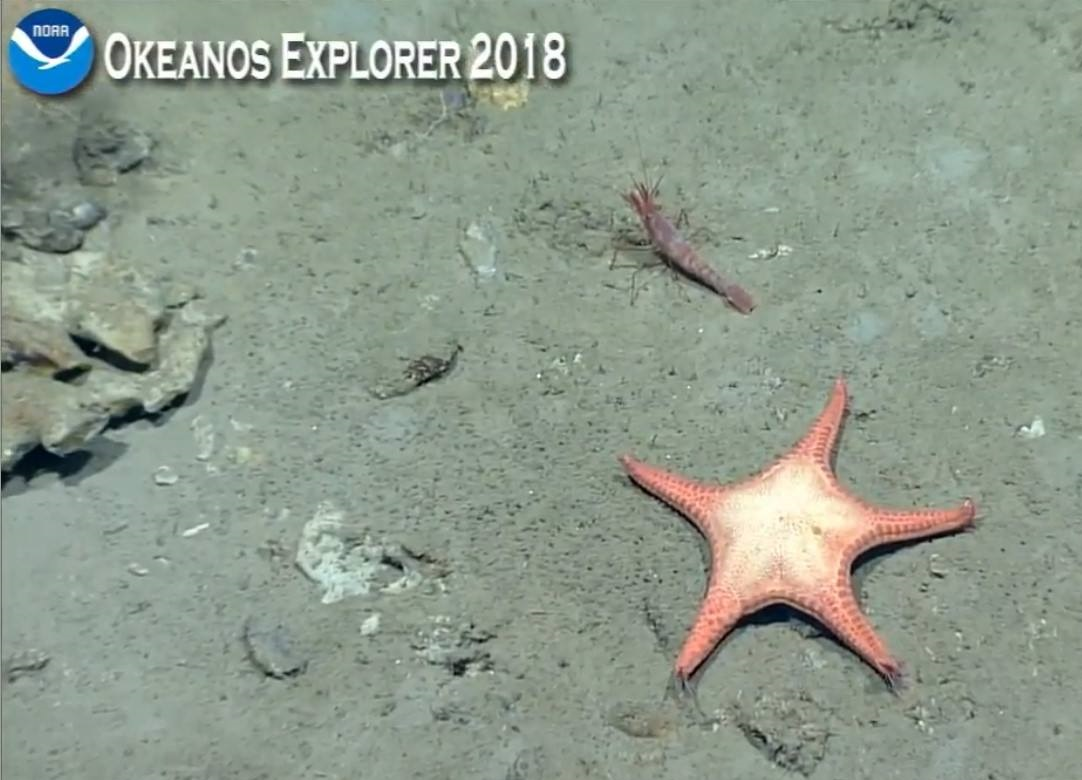
Circeaster americanus
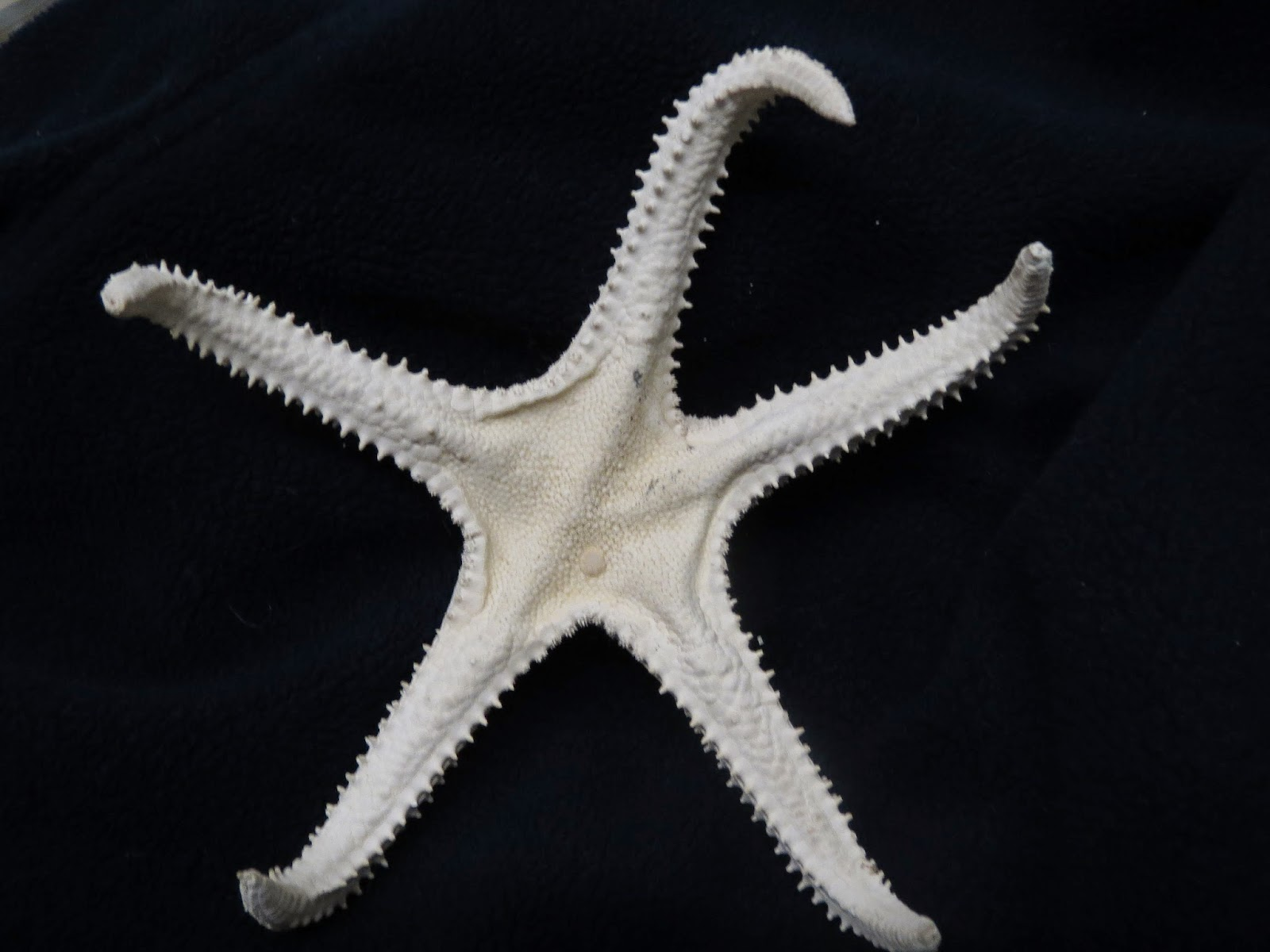
Circeaster arandae
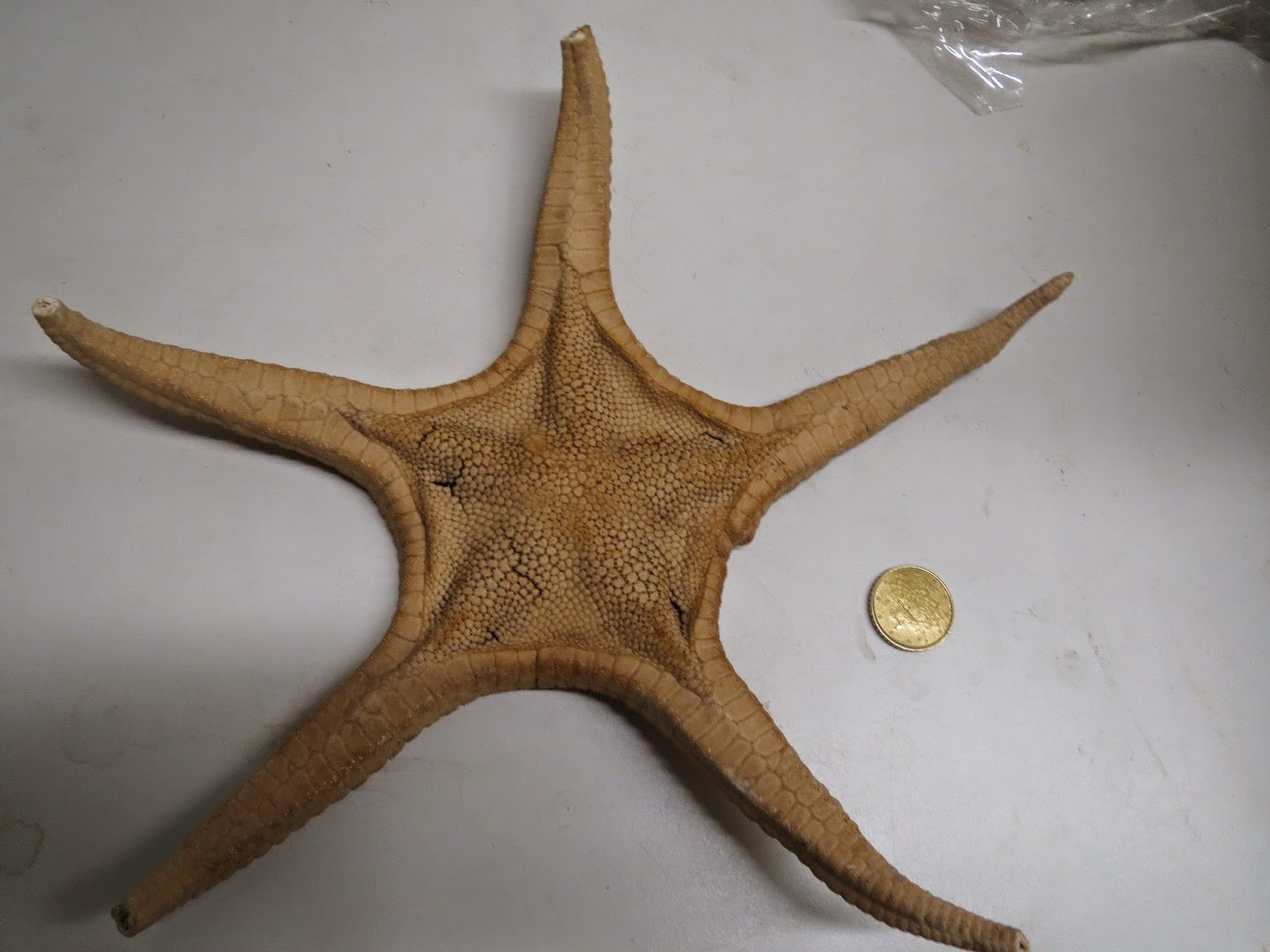
Circeaster loisetteae
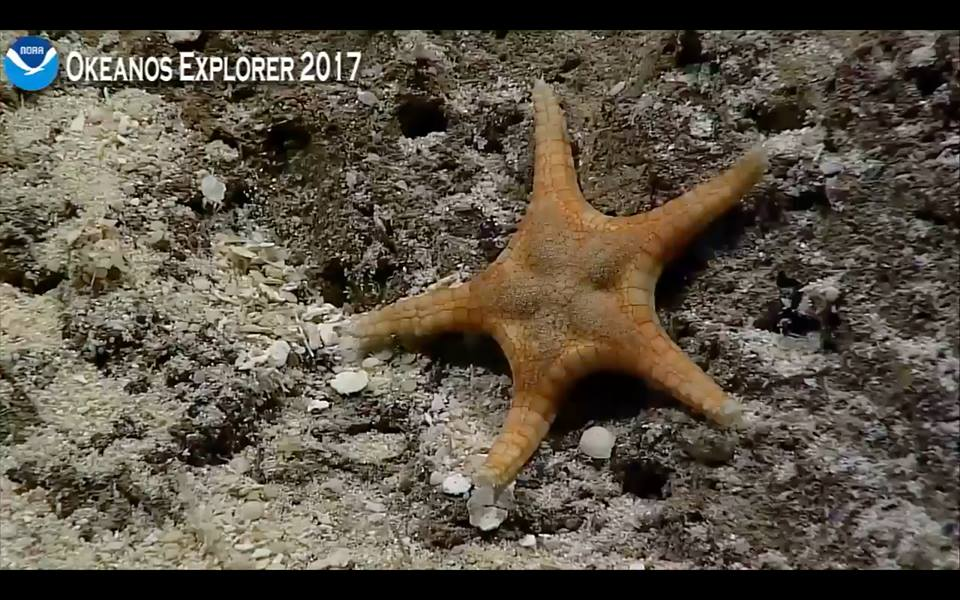
Circeaster pullus
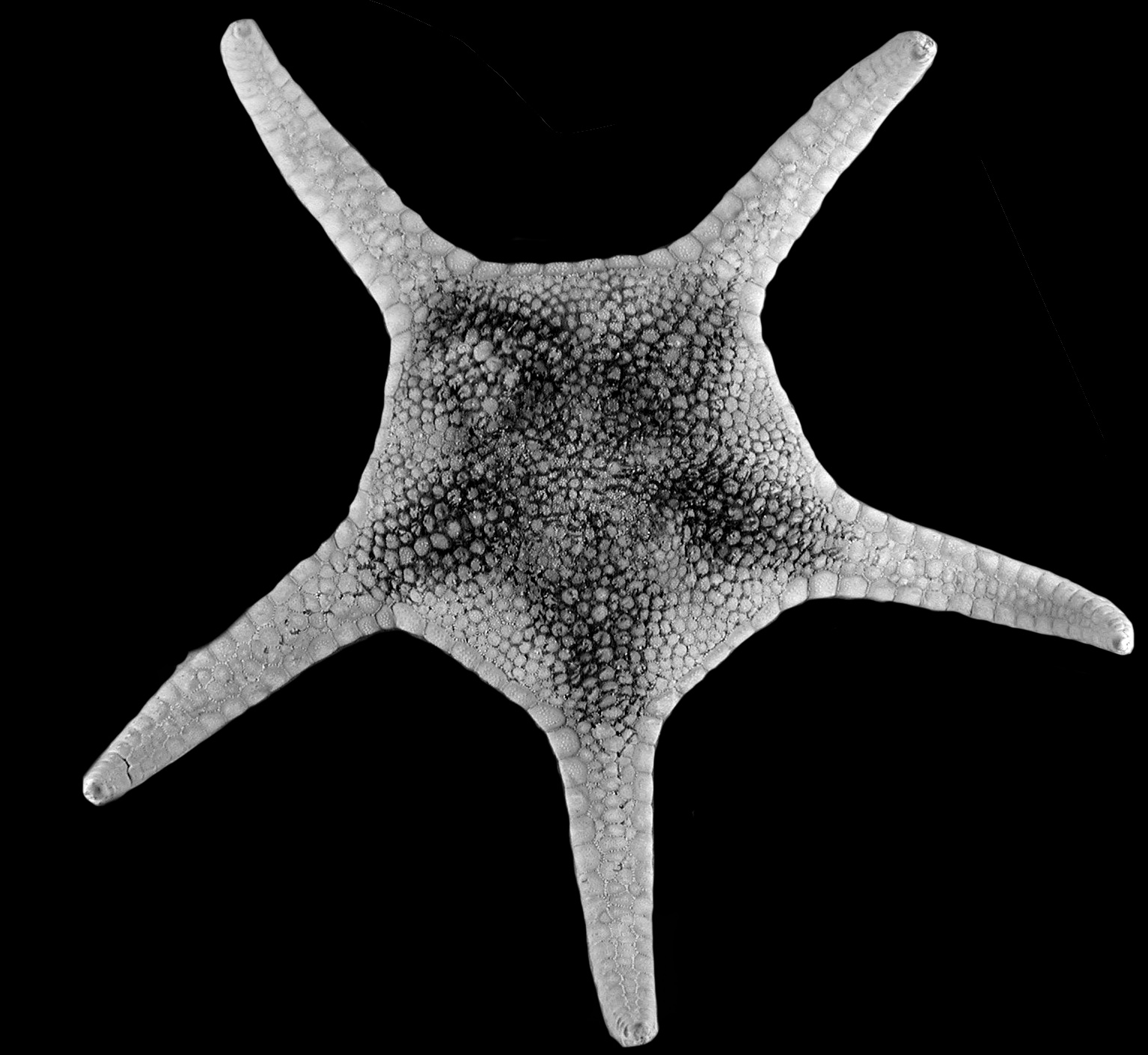
Circeaster sandrae